# Academielid

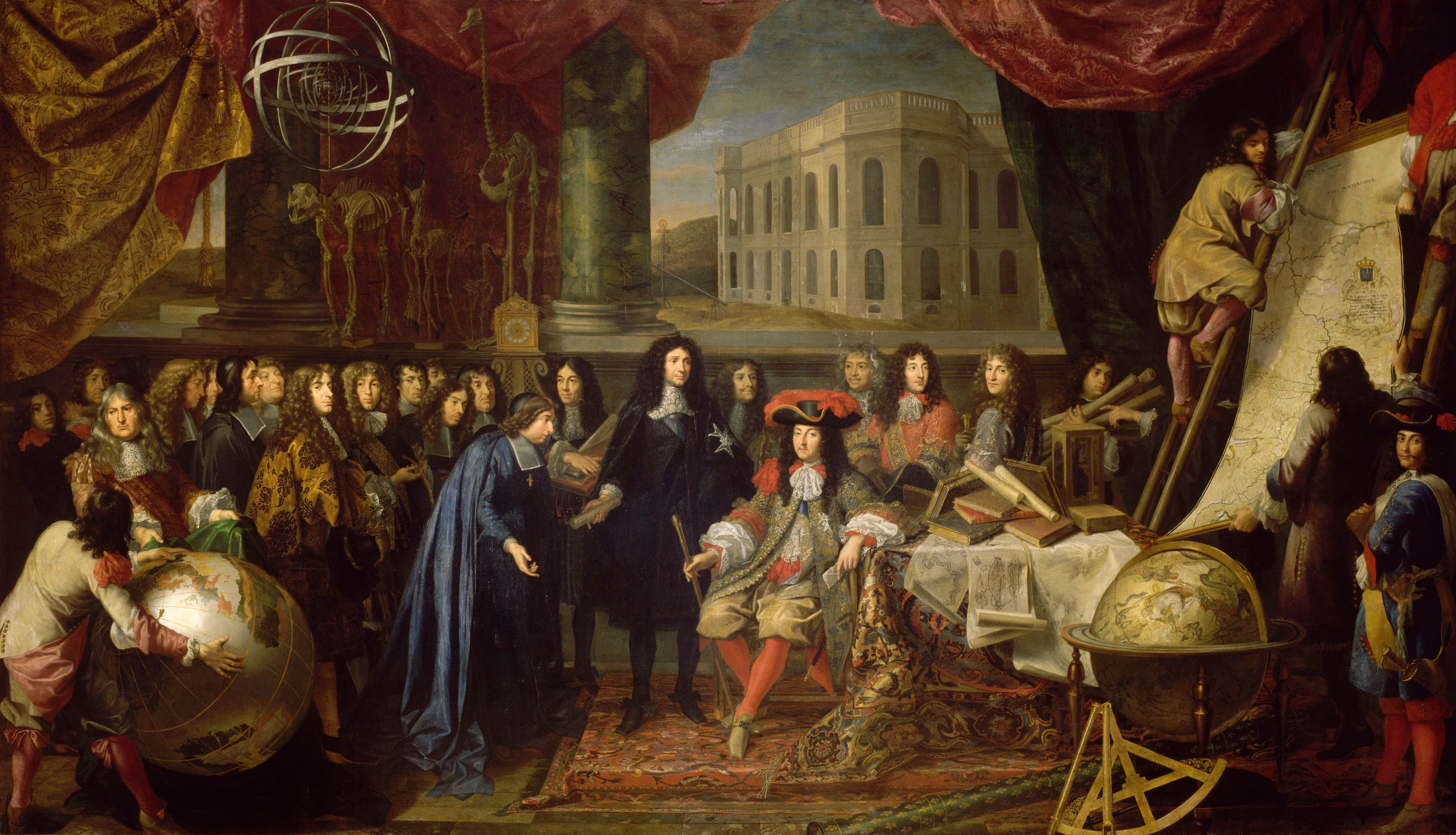
Colbert presenteert een academielid aan Lodewijk XIV van Frankrijk

Een academielid is iemand die volledig lid is van een literaire of wetenschappelijke academie. Het (prestigieuze) lidmaatschap van een dergelijke academie wordt meestal verkregen door verkiezing of benoeming, men kan zichzelf niet aanmelden. In Nederland bijvoorbeeld heeft de Koninklijke Nederlandse Akademie van Wetenschappen maximaal 200 gewone leden onder de 65 jaar, die voor het leven benoemd worden.

## Gebruik in het (voormalige) Oostblok
In veel landen die deel waren van of in de invloedssfeer vielen van de Sovjet-Unie werden en worden academieleden aangeduid met een titel (in het Russisch Akademik, "academicus") zoals ook doctor en professor worden gebruikt. Tot de landen waar de term academicus wordt gebruikt in deze zin behoren onder andere: Oekraïne, Rusland, Georgië, Armenië, Azerbeidzjan, Letland, Litouwen, Estland, Moldavië, Servië, Montenegro, Roemenië en Kroatië. Er bestaat ook een Russische titel van lagere rang, tsjlen-korrespondent (член-корреспондент), die kan worden vertaald als corresponderend lid (van de betreffende academie).